# Femotion Radio
Femotion (Eigenschreibweise: FEMOTION) war ein Radioprogramm für Frauen der Femotion GmbH, einer Tochter der Teutocast GmbH Leipzig. Geschäftsführer beider Unternehmen waren Erwin Linnenbach und Ulrich Müller. Das Programm wurde durch eine weitere Tochter der Teutocast namens Raudio.biz GmbH vermarktet.

## Entstehung
Am 24. Februar 2021 wurde bekannt gegeben, dass die Teutocast im Sommer 2021 einen Sender unter dem Arbeitstitel herFunk starten möchte und für den Start im DAB+-Bundesmux der Antenne Deutschland eine Rundfunklizenz beantragte. Eine Verbreitung des Senders via Webstream und Astra 23,5°Ost (Uplink für die DAB+ - Zuführung) war ebenfalls vorgesehen.
Im April 2021 wurde als Sendestart Mai 2021 genannt. Das Programm wurde zum Sendestart in Femotion Radio umbenannt und ersetzte im Mux der Antenne Deutschland Joke FM.

## Empfang
Am 12. Mai 2021 wurde Femotion Radio im Mux der Antenne Deutschland aufgeschaltet. Das Regelprogramm begann am 13. Mai 2021.
Ein Jahr später  am 12. Mai 2022 wurde Femotion Radio im Mux der Antenne Deutschland zu Gunsten von Brillux Radio wieder abgeschaltet und gleichzeitig im NRW-Landesmux Kanal 9D aufgeschaltet. Damit ersetzte es dort das Programm Sportradio NRW. Gleichzeitig wurde die Femotion GmbH Betreiber von Femotion Radio.
Es folgten Sendeplätze in Sachsen landesweit Kanal 12A , Bremen Kanal 6A, Hamburg Kanal 12C, Hannover Kanal 8C, Braunschweig Kanal 11B, Kiel Kanal 5A und Lübeck Kanal 9D.

## Sendeende
Am 18. März 2024 wurde bekannt gegeben, dass der Sendeplatz von Femotion Radio im NRW-Landesmux ab 1. April 2024 durch das Programm Star FM NRW ersetzt wird. 
In diesem Zusammenhang gab der Anbieter auch das komplette Produktionsende des Programms und die Abschaltung in den weiteren DAB-Multiplexen bekannt. Deshalb war ab dem 1. April 2024 dann auf dem bisherigen Programmplatz von Femotion Radio in dem übtigen Multiplexen nur mehr eine Musikschleife zu hören, die lediglich durch einen sehr kurzen Nachrichtenblock zur vollen Stunde unterbrochen wurde, offensichtlich als Platzhalter bis zur Neuvergabe des Sendeplatzes an das neue Programm Star FM National.
Veranstaltet wird Star FM National von der Rockworld Digital GmbH, einem Joint Venture der STAR FM GmbH & Co. KG und der Femotion GmbH, einem Tochterunternehmen der Teutocast GmbH.

## Programm
Programmlich richtete sich das Vollprogramm von Femotion an Frauen von 25–49 Jahren, deren Lebenswirklichkeit unter dem Motto „Von Frau zu Frau“ abgebildet werden soll. Dabei setzte der Sender auf für die Zielgruppe relevante Themen, die „Frauen in ihrem Dasein zwischen Selbstverwirklichung, Familie, Spielplatz, Karriere oder Freundeskreis abholen“ sollten. Femotion sah sich daher als Special-Interest-Sender.

## Moderatorinnen
- Karen Scholz[20]
- Antje Radünz[21]